# Shri
Shri, Sri o Shree (devanāgarī: श्री, sànscrit: Śrī) és un títol honorífic que acompanya el nom d'una divinitat hindú o d'una persona honorable. Literalment significa esplendor, majestat, el venerable. O bé també pot significar riquesa, fortuna o prosperitat.
És un mot d'origen sànscrit, que tenia el significat de prosperitat, paraula que portava bona sort. L'origen de la paraula ve del nom d'una deessa de la fortuna i de la prosperitat esmentada en el Rigveda i en el Veda Arthava. Deessa amb unes característiques semblants a la deessa Lakxmi.
Amb el temps Sri es va convertir en un terme honorífic comú en el subcontinent indi. Amb aquest significat s'ha utilitzat i s'utilitza pels savis i gurus, com per exemple el guru reconegut internacionalment Sri Aurobindo. També es pot utilitzar com un epítet d'un objecte sagrat o honorat. A l'Índia moderna, Sri s'utilitza en el sentit de "Sir". La seva contrapart femenina és Srimati. Alhora Sri és l'epítet d'alguns déus hindús, que també es pot traduir com Senyor.